# Dysphania adempta
Dysphania adempta är en fjärilsart som beskrevs av Max Joseph Bastelberger 1905. Dysphania adempta ingår i släktet Dysphania och familjen mätare. Inga underarter finns listade i Catalogue of Life.